# Hadi Aghily
Hadi Aghily (in persiano هادی عقیلی‎; Teheran, 15 gennaio 1981) è un ex calciatore iraniano, di ruolo difensore.

## Carriera
Dal 2001 al 2004 ha giocato nel Sapia. Nel 2004 è passato al Sepahan.
Nel 2007 ha vinto il campionato iraniano ed è arrivato in finale della AFC Champions League 2007 con il Sepahan. Ha giocato in quell'anno anche la Coppa del mondo per club FIFA 2007. In seguito ha giocato per alcune stagioni nella Qatar Stars League prima di tornare al Sepahan nel giugno 2013.

## Palmarès

### Club
- Coppa dell'Iran: 2

Sepahan: 2005-2006, 2006-2007
- Persian Gulf Cup: 2

Sepahan: 2009-2010, 2010-2011
- Sheikh Jassem Cup: 1

Al-Arabi: 2011

### Nazionale
- Campionato di calcio della federazione calcistica dell'Asia occidentale: 1

2008